# Кошице (футбольний клуб)
«Ко́шице» (словац. Mestský futbalový klub Košice) — колишній професіональний словацький футбольний клуб з Кошиць. Домашні матчі проводив на стадіоні «Локомотив».
Відомий тим, що є першим зі словацьких клубів, який брав участь у груповому етапі Ліги чемпіонів в 1997/98 рр. Туди він потрапив після перемоги за сумою двох матчів над московським «Спартаком» (2:1 вдома, 0:0 на виїзді), але зайняв у групі останнє місце, в той час як «Спартак» в тому сезоні дійшов в Кубку УЄФА до півфіналу. Після цього клуб втратив лідерство в національній першості та переживав тривалу кризу. За підсумками сезону 2005/06 знову повернув собі місце в вищій лізі Чемпіонату Словаччини.

## Історія клубу
Назва кошицького клубу протягом історії змінювались від першої КФЦ, через Törekvés (Устремління), Чс. СК, Jednotu (Єдність), Dynamo ČSD (Динамо ЧСД), VSS (ВСС) до початкової назви футбольного клубу. Він грав в вищій чехословацькій лізі, в якій найкращим досягненням клубу було друге місце в сезоні 1970/71 (як ВСС Кошиці). В незалежному словацькому дивізіоні двічі (вперше в сезоні 1996/97, а вдруге в сезоні 1997/98) виграли титул. Найбільшим міжнародним досягненням кошицького клубу була участь в першого групового етапу Ліги чемпіонів 1997/98, де одначе в протистоянні з Манчестер Юнайтед, Ювентус Турин та Феєноордом Роттердам закінчила на останньому місці.
Наступником збанкрутілого клубу 1. ФК Кошиці став Міський футбольний клуб заснований 17 червня 2005 року. Новоутворений клуб замінив з сезону 2005/06 друголіговий ФК Стіл Транс Личартовці. Відразу в першому ж сезоні клуб виборов право з наступного сезону виступати в Першій Лізі.
Після кількох сезонів в найвищому дивізіоні клуб 2015 року було переведено до Другої ліги. Було прийнято рішення 22 травня на засіданні ООЛК (Апеляційного органу процедури ліцензування), який залишив в силі рішення ПОЛК (Процедура ліцензування органу першої інстанції) на позбавлення ліцензії Першої ліги за невиконання певних фінансових критеріїв. Клуб згодом оголосив, що наступного Кошиці буде грати тільки в другому дивізіоні. 3 червня 2015 клуб вперше в історії змінив назву з МФК Кошиці перейменовано на ФК ВСС Кошиці.
За результатом сезону 2016/17 клуб вийшов до Фортуна Ліги, але не отримав ліцензію і припинив існування.

## Досягнення
- Чемпіонат Словаччини: 1996/97, 1997/98
- Володар Кубка Словаччини: 2008/09, 2013/14
- Володар Суперкубка Словаччини: 1997
- Срібний призер Чемпіонату Словаччини з футболу 1994/95, 1995/96, 1999/00
- Фіналіст Кубка Словаччини: 1997/98, 1999/00

## Виступи в єврокубках
| Сезон   | Змагання               | Раунд    | Суперник          | В сукупності | Вдома | На виїзді |
| ------- | ---------------------- | -------- | ----------------- | ------------ | ----- | --------- |
| 1971–72 | Кубок УЄФА             | 1Р       | Спартак Москва    | 2–3          | 2–1   | 0–2       |
| 1973–74 | Кубок УЄФА             | 1Р       | Будапешт Гонвед   | 3–5          | 1–0   | 2–5       |
| 1993–94 | Кубок володарів кубків | КР       | Жальгіріс         | 3–1          | 2–1   | 1–0       |
| 1993–94 | Кубок володарів кубків | 1Р       | Бешикташ          | 2–3          | 2–1   | 0–2       |
| 1995    | Кубок Інтертото        | Група 10 | Вімблдон          |              | 1–1   |           |
| 1995    | Кубок Інтертото        | Група 10 | Бейтар Єрусалим   |              |       | 5–3       |
| 1995    | Кубок Інтертото        | Група 10 | Шарлеруа          |              | 3–2   |           |
| 1995    | Кубок Інтертото        | Група 10 | Бурсаспор         |              |       | 1–1       |
| 1995–96 | Кубок УЄФА             | ПР       | Уйпешт            | 1–3          | 0–1   | 1–2       |
| 1996–97 | Кубок УЄФА             | ПР       | Теута             | 6–2          | 2–1   | 4–1       |
| 1996–97 | Кубок УЄФА             | КР       | Селтік            | 0–1          | 0–0   | 0–1       |
| 1997–98 | Ліга чемпіонів         | 1КР      | Акранес           | 4–0          | 3–0   | 1–0       |
| 1997–98 | Ліга чемпіонів         | 2КР      | Спартак Москва    | 2–1          | 2–1   | 0–0       |
| 1997–98 | Ліга чемпіонів         | Група B  | Манчестер Юнайтед |              | 0–3   | 0–3       |
| 1997–98 | Ліга чемпіонів         | Група B  | Ювентус           |              | 0–1   | 2–3       |
| 1997–98 | Ліга чемпіонів         | Група B  | Феєнорд           |              | 0–1   | 0–2       |
| 1998–99 | Ліга чемпіонів         | 1КР      | Кліфтонвілл       | 13–1         | 8–0   | 5–1       |
| 1998–99 | Ліга чемпіонів         | 2КР      | Брондбю           | 1–2          | 0–2   | 1–0       |
| 1998–99 | Кубок УЄФА             | 1Р       | Ліверпуль         | 0–8          | 0–3   | 0–5       |
| 2000–01 | Кубок УЄФА             | КР       | Арарат Єреван     | 4–3          | 1–1   | 3–2       |
| 2000–01 | Кубок УЄФА             | 1Р       | Грацер            | 2–3          | 2–3   | 0–0       |
| 2009–10 | Ліга Європи            | 3КР      | Славія Сараєво    | 5–1          | 3–1   | 2–0       |
| 2009–10 | Ліга Європи            | ПО       | Рома              | 4–10         | 3–3   | 1–7       |
| 2014–15 | Ліга Європи            | 2КР      | Слован Ліберець   | 0–4          | 0–1   | 0–3       |

## Відомі гравці
- Каміл Чонтофальський
- Владімір Вайсс
- Неманья Матич
- Урош Матич
- Ян Штраус